# Maria Valadão
Maria Bahia Peixoto Valadão ComMM (Anicuns, 19 de agosto de 1931), é uma advogada e política brasileira, filiada ao Partido da Social Democracia Brasileira (PSDB). Por Goiás, foi primeira-dama, deputada federal durante dois mandatos e vice-prefeita da capital Goiânia.

## Biografia
Filha de Moisés Pereira Peixoto e Agripina Bahia Peixoto. Em 1969, tornou-se Oficial de Registro de Imóveis e Anexos em Goiânia e seis anos depois formou-se em Direito na Pontifícia Universidade Católica de Goiás. Esposa de Ary Valadão, foi primeira-dama de Anicuns duas vezes e voltou a exercer tal encargo após a eleição indireta do marido para governador de Goiás em 1978.
Sua estreia na política ocorreu após o marido deixar o Palácio das Esmeraldas. Filiada ao PDS, perdeu a eleição para senadora em 1986 e para a prefeitura de Goiânia em 1988, numa disputa marcada pela vitória de Nion Albernaz. Eleita deputada federal em 1990, herdou a cadeira parlamentar do esposo, que fora eleito deputado federal pelo Tocantins em 1988, e uma vez em Brasília, votou a favor do impeachment de Fernando Collor em 1992. Reeleita via PPR em 1994, esteve no PPB e durante a legislatura fez companhia ao marido na Câmara dos Deputados, pois Ary Valadão fora convocado a exercer o mandato graças ao fato que o governador de Tocantins, Siqueira Campos, nomeou parlamentares para compor seu secretariado.
Eleita vice-prefeita de Goiânia  na chapa de Nion Albernaz em 1996, quando já estava no PFL, muito embora tenha migrado para o PTB no curso do mandato. Em 1998, como vice-prefeita, Valadão foi admitida pelo presidente Fernando Henrique Cardoso à Ordem do Mérito Militar no grau de Comendadora especial.
Sua derradeira atividade política foi como candidata a deputada federal pelo PSDB em 2006, mas não foi eleita.